# Spinus dominicensis
Spinus dominicensis là một loài chim trong họ Fringillidae.